# Condado de Iron (Míchigan)
El condado de Iron (en inglés: Iron County), fundado en 1885, es un condado del estado estadounidense de Míchigan. En el año 2000 tenía una población de 13.138 habitantes con una densidad de población de 4 personas por km². La sede del condado es Crystal Falls.

## Geografía
Según la oficina del censo el condado tiene una superficie total de 3136 km² (1210,8 mi²), de los que 3020 km² (1166,0 mi²) son tierra y 117 km² (45,2 mi²) (3,69%) son agua.

## Condados adyacentes
- Condado de Houghton - norte
- Condado de Baraga - norte
- Condado de Marquette - noreste
- Condado de Ontonagon - noroeste
- Condado de Dickinson - este
- Condado de Gogebic - oeste
- Condado de Florence - sur
- Condado de Forest - sur
- Condado de Vilas - suroeste

### Principales carreteras y autopistas
- U.S. Autopista 2
- U.S. Autopista 141
- Carretera estatal 69
- Carretera estatal 73
- Carretera estatal 189
- Carretera forestal estatal 16

### Espacios protegidos
En este condado se encuentra parte del bosque nacional de Ottawa.

## Demografía
Según el censo del 2000 la renta per cápita media de los habitantes del condado era de 28.560 dólares y el ingreso medio de una familia era de 37.038 dólares. En el año 2000 los hombres tenían unos ingresos anuales 28.791 dólares frente a los 21.077 dólares que percibían las mujeres. El ingreso por habitante era de 16.506 dólares y alrededor de un 11,30% de la población estaba bajo el umbral de pobreza nacional.

## Lugares

### Ciudades
- Caspian
- Crystal Falls
- Gaastra
- Iron River

### Villas
- Alpha

### Lugar designado por el censo
- Amasa

### Municipios
| - Municipio de Bates - Municipio de Crystal Falls | - Municipio de Hematite - Municipio de Iron River | - Municipio de Mansfield - Municipio de Mastodon | - Municipio de Stambaugh |